# Mårbacka

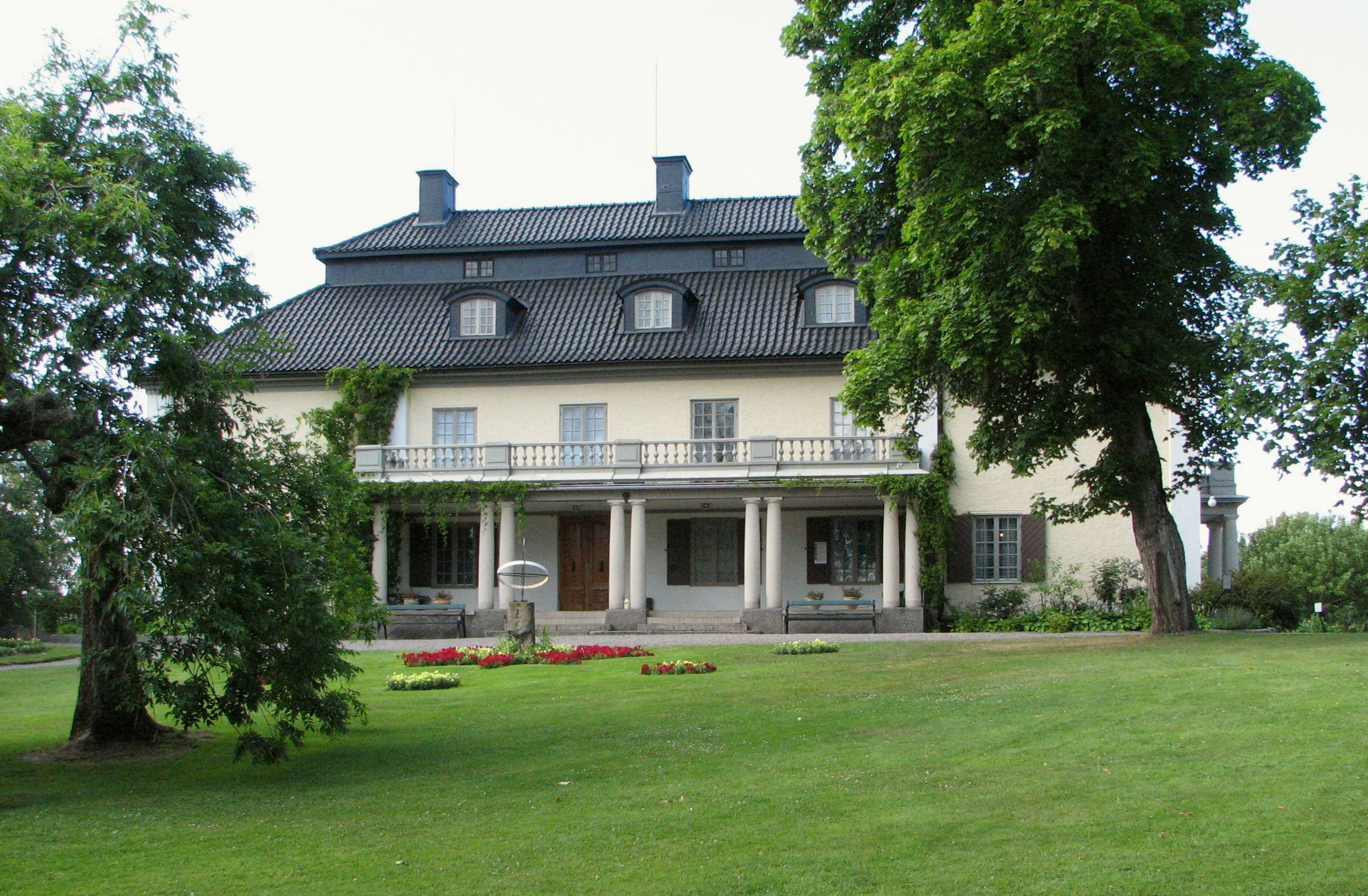
Mårbacka

Mårbacka ist der Name eines kleinen Herrenhauses in der Gemeinde Sunne im Värmland, Schweden. Auf Mårbacka wurde die schwedische Schriftstellerin Selma Lagerlöf geboren. Heute ist Mårbacka Museum und eine der am meisten besuchten Sehenswürdigkeiten Schwedens.

## Geschichte
Bereits seit dem 17. Jahrhundert befand sich auf dem Gelände von Mårbacka ein Bauernhof. Das Gebäude, in dem Selma Lagerlöf geboren wurde, errichtete in den 1790er Jahren ihr Urgroßvater (Vater ihrer Großmutter väterlicherseits) Pastor Wennerwik. Es handelte sich um einen eher schlichten Holzbau in der typischen roten Farbe, der aber durch einen zentralen Eingang und eine Veranda schon an einen Herrenhof erinnerte.
Mårbacka diente drei Generationen als Pfarrhof, wobei die Tochter des Pfarrers jeweils den nächsten Pfarrer zu heiraten pflegte. Die Pfarrer konnten von ihrem Gehalt nicht leben und mussten nebenbei Landwirtschaft betreiben. Selma Lagerlöfs Großmutter väterlicherseits, Lisa Maja Wennerwik (als Maja Lisa Lyselius in Liljecronas Heim porträtiert), brach mit der Tradition und heiratete keinen Pfarrer, sondern den Regimentsschreiber und Gutsverwalter Daniel Lagerlöf.
Dessen Sohn, Leutnant Erik Gustaf Lagerlöf, Selma Lagerlöfs Vater, betrieb weiter Landwirtschaft und baute einen großen Stall. Er geriet aber in wirtschaftliche Schwierigkeiten und konnte seine großen Pläne nicht umsetzen. Nach seinem Tod 1885 gelang es der Familie nicht, die wirtschaftlichen Probleme zu lösen, so dass Mårbacka im Jahr 1890 verkauft werden musste.
Selma Lagerlöf wuchs auf Mårbacka auf und lebte hier bis 1881. Am Neujahrstag des Jahres 1908 kaufte sie das Gutshaus von Mårbacka zurück. In den Jahren 1908 bis 1909 nahm sie einen ersten Umbau vor und gab dem bis dahin schlichten Haus durch eine neue Veranda und ein Frontispiz ein villenartiges Aussehen. Von 1909 bis 1911 engagierte sie Ruth Brandberg, um den alten Hausgarten zu restaurieren und einen Nutzgarten anzulegen.
1910 erwarb Selma Lagerlöf mit dem Geld, das sie für den Literaturnobelpreis bekommen hatte, auch das Land zurück. 1914 konnte sie durch erneute Aufkäufe den Grundbesitz verdoppeln.
Von 1921 bis 1923 nahm Selma Lagerlöf einen erneuten großen Umbau vor und machte Mårbacka zu einem repräsentativen, nun aus Stein gebauten Herrenhaus im historisierenden karolinischen Stil. In dieser Gestalt, die mit dem ursprünglichen schlichten Holzhaus nicht mehr viel gemeinsam hat, ist Mårbacka heute zu besichtigen.
Selma Lagerlöf betrieb in Mårbacka – in der Tradition ihrer Vorfahren – Landwirtschaft. Sie sah Mårbacka neben der Schriftstellerei als Lebensaufgabe an; oft genug gingen die gesamten Einnahmen aus ihren Büchern in den Betrieb von Mårbacka.
In ihrem Testament bestimmte Selma Lagerlöf, dass Mårbacka nach ihrem Tod unverändert der Nachwelt erhalten werden und gezeigt werden soll. Seit 1942 ist Mårbacka Museum und eine vielbesuchte Sehenswürdigkeit.

## Mårbacka in Selma Lagerlöfs Werk
Mårbacka war für Selma Lagerlöf zeitlebens Inbegriff des Heimes, in dem Ordnung und Sicherheit herrschen und das Glück und Geborgenheit vermittelt. In dieser Eigenschaft huldigt sie Mårbacka unter dem Namen Lövdala in den Werken Gösta Berling, Liljecronas Heim und – am Rande – Der Kaiser von Portugallien sowie als namenloser kleiner Herrenhof im 49. Kapitel des Romans Nils Holgersson. In ihrer Autobiographie schildert sie Mårbacka dann unter dem richtigen Namen.